# Berlstedt
Berlstedt település Németországban, azon belül Türingiában. Lakosainak száma 1770 fő (2017. december 31.). Berlstedt Neumark (bei Weimar), Schwerstedt, Vippachedelhausen, Ballstedt és Ramsla községekkel határos.

## Népesség
A település népességének változása:

| 2017 | 1 770 |